# Tiritañatunnel
De Tiritañatunnel (Spaans: Túnel de Tiritaña) is een tunnel voor het wegverkeer op de Spaanse weg GC-500 in de gemeente Mogán, in het zuiden van Gran Canaria. De Tiritañatunnel is 101 m lang en ligt tussen Playa del Cura en Taurito.
Adolfo Cañastunnel · Balitotunnel · Candelariatunnel · El Galeóntunnel · El Lechugaltunnel · El Salvajetunnel · Ingeniero Julio Luengotunnel · La Vergatunnel · Los Frailestunnel · Mogántunnel · Montañetotunnel · Motor Grandetunnel · Pico Vientotunnel · Piedra Santatunnel · Pino Secotunnel · Puerto Ricotunnel · Sabinaltunnel · Salto del Negrotunnel · Santo Domingotunnel · Tauritotunnel · Taurotunnel · Tiritañatunnel